# Democratic Action Party (Malta)
Democratic Action Party – partia polityczna na Malcie działająca w latach 1947–1950.

## Historia
Partia powstała w 1947 jako kontynuacja Unione Politica Maltese. W wyborach parlamentarnych w 1947 zdobyła cztery mandaty. Została jednak zredukowana do jednego miejsca w wyborach w 1950 i wkrótce potem została rozwiązana.

## Ideologia
Partia zrzeszała właścicieli ziemskich i profesjonalistów, którzy starali się sprzeciwić reformom gospodarczym i społecznym. Popierali oni także ochronę interesów kościoła katolickiego.

## Wyniki wyborów
| Wybory | Głosy  | %  | Miejsca w parlamencie | +/– | Pozycja partii |
| ------ | ------ | -- | --------------------- | --- | -------------- |
| 1947   | 14 010 | 13 | 4/40                  | 4   | 3              |
| 1950   |        |    | 1/40                  | 3   | 5              |